# Choroszcz (gemeente)
De gemeente Choroszcz is een stad- en landgemeente in het Poolse woiwodschap Podlachië, in powiat Białostocki.
De zetel van de gemeente is in Choroszcz.
Op 30 juni 2004 telde de gemeente 12 703 inwoners.

## Oppervlakte gegevens
In 2002 bedroeg de totale oppervlakte van gemeente Choroszcz 163,5 km², waarvan:
- agrarisch gebied: 61%
- bossen: 17%

De gemeente beslaat 5,48% van de totale oppervlakte van de powiat.

## Demografie
Stand op 30 juni 2004:
| Omschrijving                   | Totaal | Totaal | Vrouwen | Vrouwen | Mannen | Mannen |
| ------------------------------ | ------ | ------ | ------- | ------- | ------ | ------ |
| eenheid                        | aantal | %      | aantal  | %       | aantal | %      |
| inwoners                       | 12 703 | 100    | 6346    | 50      | 6357   | 50     |
| bevolkingsdichtheid (inw./km²) | 77,7   | 77,7   | 38,8    | 38,8    | 38,9   | 38,9   |

In 2002 bedroeg het gemiddelde inkomen per inwoner 1043,85 zł.

## Plaatsen
Babino, Barszczewo, Choroszcz, Czaplino, Dzikie, Dzikie-Kolonia, Gajowniki, Gajowniki-Kolonia, Izbiszcze, Jeroniki, Klepacze, Kolonia Czaplino, Konowały, Kościuki, Krupniki, Kruszewo, Łyski, Mińce, Ogrodniki Barszczewskie, Oliszki, Pańki, Porosły, Porosły-Kolonia, Rogowo, Rogowo-Kolonia, Rogowo-Majątek, Rogówek, Ruszczany, Sienkiewicze, Sikorszczyzna, Śliwno, Turczyn, Zaczerlany, Zaczerlany-Kolonia, Złotoria, Złotoria-Kolonia, Złotoria-Podlesie, Żółtki, Żółtki-Kolonia.

## Aangrenzende gemeenten
Białystok, Dobrzyniewo Duże, Juchnowiec Kościelny, Kobylin-Borzymy, Łapy, Sokoły, Turośń Kościelna, Tykocin